# Kyphosus bigibbus
Espèce
Le petit wiwa, Kyphosus bigibbus, est une espèce de poissons marins de la famille des Kyphosidae. Cette espèce herbivore vit principalement dans le bassin Indo-Pacifique et l’Océan Atlantique. Elle a été découverte par Lacépède en 1801.

## Description

### Caractéristiques principales
Généralement, la taille moyenne d’un adulte bigibbus est d’environ 50 cm pour un poids d’environ 3 kg. Il peut cependant atteindre une taille de 75 cm  et un poids de 6 kg.
L’âge maximum est d’environ 46 ans pour les femelles et de 32 ans pour les mâles.

### Morphologie et anatomie

#### Corps
Kyphosus bigibbus est une espèce qui est caractérisée par un corps de forme ovale qui est comprimé latéralement. Il a une petite tête pointue, un museau relativement court et une bosse distincte sur l'avant de la tête lorsqu'elle est vue de profil.
La bouche terminale est petite, ouverte à l’avant et presque en angle oblique. Lorsque celle-ci est fermée, la mâchoire supérieure glisse partiellement sous l'os sous-orbitaire cachant les maxillaires. Les dents sont immobiles et incisiformes (qualifie une dent de forme aplatie et tranchante, qui ressemble à une incisive de mammifère) avec leurs bases positionnées horizontalement dans la bouche. Elles ont des couronnes arrondies et ont une forme incurvée. On trouve des dents au centre de la voûte de la bouche et sur la langue.
La nageoire dorsale a une hauteur similaire sur toute sa longueur. La partie antérieure de la nageoire comporte 11 épines qui se replient en un sillon écaillé tandis que la partie postérieure contient 10-12 rayons. La nageoire anale est constituée d’une longue base et possède trois épines et 10-12 rayons mous modérément longs. Les nageoires pectorales (une de chaque côté du corps) sont relativement courtes et derrière la base de chacune, on trouve une nageoire pelvienne. Enfin, la nageoire caudale symétrique est légèrement fourchue.
Les écailles sont rugueuses et sont présentes sur la région inter-orbitaire, et couvrent la région post-orbitaire, la joue et l'opercule, et sont disposées en rangées le long du corps depuis le bord postérieur de l'opercule jusqu'à la nageoire caudale.

#### Couleur
Concernant la couleur, elle varie d’argenté à brunâtre. La partie ventrale du corps est plus argentée et la partie dorsale du corps a une coloration plus bronzée à verte ou verte foncée.
Il y a des rayures sombres assez indistinctes sur le corps et il y a généralement une strie blanchâtre sous l’œil sur la joue. La nageoire dorsale et la nageoire anale sont souvent sombres avec des bords noirs ou plus foncés sur leurs parties molles. La nageoire caudale peut également paraître sombre. Les bords sombres sur la nageoire dorsale, anale et caudale semblent prononcés chez les individus plus adultes, mais semblent également variés d'un habitat à l'autre. Une tache sombre est parfois visible sur l'angle inférieur postérieur de la base de la nageoire pectorale.
Il y a des rapports peu fréquents d'individus complètement jaunes et des rapports très rares d'albinos.  

## Comportement

### Alimentation
C'est un herbivore obligatoire qui se nourrit principalement d'algues brunes (comme Sargassum et Turbinaria), rouges et vertes.  

### Reproduction
C’est une reproduction sexuée et comme toutes les espèces du genre Kyphosus, Kyphosus bigibbus est ovipare et gonochorique. La taille moyenne à la première maturité sexuelle (taille à laquelle 50% des poissons sont matures) est de 28,4 cm pour les poissons mâles et de 36 cm pour les femelles et l’âge à la première maturité sexuelle pour les femelles et les mâles est de 3,2 et 1,9 ans respectivement.
Cette espèce est un géniteur à frais multiples et la fécondité réalisée n’est pas déterminée avant la saison de frai. La formation d’œufs dépend en grande partie de l’énergie acquise de la nourriture pendant la saison de frai qui s’étend de juin à octobre.

## Écologie

### Répartition et habitat
Cette espèce de Kyphosus est principalement distribuée dans le bassin Indo-Pacifique et l’océan Atlantique.  
Le Kyphosus bigibbus est une espèce diurne, qui se trouve dans les récifs coralliens et rocheux peu profonds, y compris les récifs isolés exposés, les récifs au large et autour des îles. Ils sont fréquemment enregistrés dans la zone de déferlement, jusqu'à des profondeurs de 30-40 mètres. Il se plait dans des eaux entre 19° et 29,4°C et son activité diminue nettement lorsque la température de l'eau de mer descend à 17°C.  
Cette espèce est souvent rencontrée en tant qu'individus solitaires ou en bancs mixtes avec K. sectratrix dans l'Atlantique et l'Indo-Pacifique, et avec K. sydneyanus dans le Pacifique sud-ouest. Ailleurs, il peut également s'associer à K. cinerascens et K. vaigiensis.

### Rôle écosystémique
C’est un poisson herbivore mobile qui se spécialise dans le broutage de grandes algues brunes et est donc particulièrement important dans les récifs coralliens car son activité sert de régulateur dans la compétition algues-coraux, permettant d’éviter que les algues prennent le dessus sur les coraux. Kyphosus bigibbus joue donc un rôle vital dans la résilience des récifs coralliens par une prédation intense des macro-algues.

De plus, l’activité alimentaire des poissons herbivores pourrait également contribuer au maintien des communautés associées aux forêts d’algues tempérées. Par exemple, leur activité alimentaire provoque le détachement et la dérive de portions d’espèces de Sargassum, qui constituent un terrain de pépinière essentiel pour les poissons larvaires ou juvéniles. Ce processus a comme conséquence une certaine matière de varech s’enfonçant au fond marin, fournissant une source de nourriture pour des coquilles d’ormeau et de turbo.

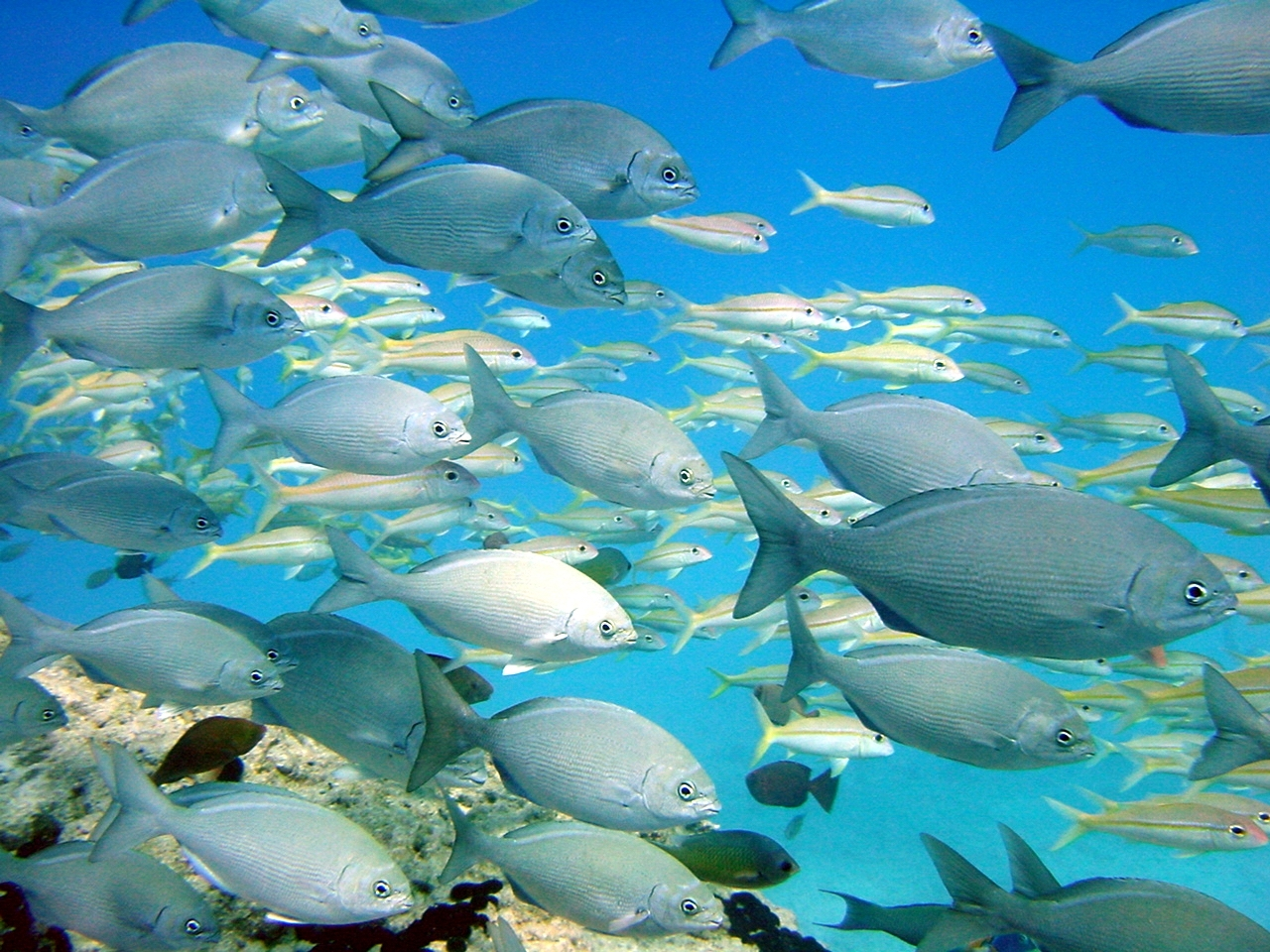
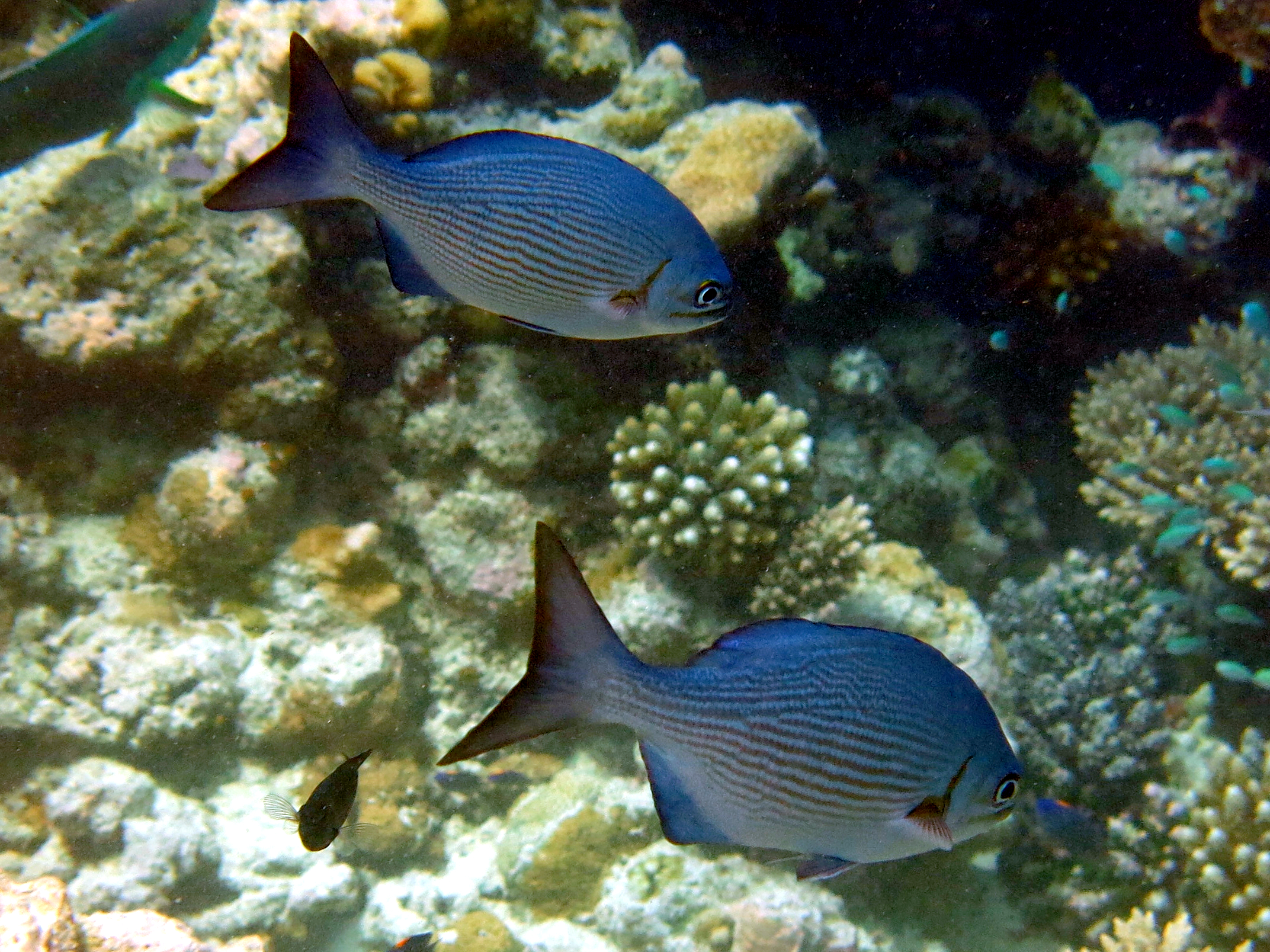

## Relation avec l'Homme
C’est une espèce peu pêchée, qui n’est pas en voie d’extinction.
Dans certaines régions comme les régions tropicales, la réduction de l’exploitation des herbivores est considérée comme une voie de protection des récifs coralliens parce que, les herbivores contribuent au maintien des récifs coralliens en éliminant les espèces macro-algiques.  
Cependant, dans d’autres régions, ces herbivores sont considérés comme nuisibles. De fait, la température des eaux des mers a légèrement augmenté, ce qui peut diminuer la mortalité hivernale de K. bigibbus, entrainant une augmentation du nombre d’individus hivernants capables de frayer la saison suivante. Cette augmentation de bigibbus a été observée près de Nagasaki, ce qui pourrait menacer les forêts d’algues par son comportement alimentaire strictement herbivore. Dès lors, le gouvernement japonais a recommandé d’éliminer les herbivores pour préserver les forêts d’algues. Toutefois, le fait de voir ces poissons comme des organismes nuisibles et de les éliminer sans discernement pourrait entraîner la destruction de l’écosystème (son rôle ayant été expliqué dans la partie “rôle écosystémique”).